# والتر بیرسا
والتر بیرسا (اسلواکی: Valter Birsa؛ زادهٔ ۷ اوت ۱۹۸۶) بازیکن فوتبال اهل اسلوونی است.
او یکی از ۲۳ بازیکن حاضر در ترکیب تیم ملی اسلوونی در جام جهانی ۲۰۱۰ بود که موفق شد یکی از ۲ گل اسلوونی در مقابل آمریکا را به‌ثمر برساند.